# Dimos Karpathos
Dimos Karpathos (Karpathos) är en kommun i Grekland.   Den ligger i prefekturen Nomós Dodekanísou och regionen Sydegeiska öarna, i den sydöstra delen av landet, 400 km sydost om huvudstaden Aten. Antalet invånare är 6 565.